# Utilitarisme
Utilitarisme betyder nyttefilosofi. Ud fra denne opfattelse er en handling moralsk god, når den forøger summen af velfærd. Utilitarisme er blevet en paraplybetegnelse for normative standpunkter, der alle ønsker at maksimere  velfærd, men som har vidt forskellige syn på hvad velfærd er, og hvorledes den opnås. Utilitarismen hører under de normative principper, som kaldes konsekventialisme, idet den kun betragter en given handlings konsekvenser som mål for dens moralske værdi.
Meget groft kan man inddele utilitarismen i tre: 
- hedonistisk
- præferentialistisme
- perfektionistisk utilitarisme. Hertil kommer andre retninger, som dog siges at adskille sig så afgørende fra den oprindelige idé, at der ikke længere er tale om utilitarisme (heriblandt regelutilitarisme og prioriteringsutilitarisme).

## Hedonistisk utilitarisme
Hedonistisk utilitarisme er den oprindelige form. Den arbejder med begreberne "smerte og nydelse" som mål for velfærden. Maksimet er: "du skal altid handle således, at du maksimerer summen af velfærd i hele verden". Det er altså pålagt agenten at beregne, hvordan denne kan handle mest hensigtsmæssigt ud fra den samlede mængde velfærd, som kan genereres. Utilitarismens skaber Jeremy Bentham havde det synspunkt. Den velfærd Bentham fokuserede på var den oplevede velfærd, og den hedonistiske utilitarisme tager derfor også hensyn til dyrevelfærd, da man kan hævde at dyr også er i stand til at opleve smerte og nydelse. 
Den hedonistiske utilitarisme er mødt af megen kritik, blandt andet på grund af dens umådelig høje krav til mennesket, som angiveligt står uden reel mulighed for at overføre den på sin egen tilværelse. Fortalere for den hedonistiske tanke påpeger simpliciteten i teorien som en stor styrke. Meget få er dog hedonistiske utilitarister i strengeste forstand, men har søgt at lempe teorien.

## Præferentialistisk utilitarisme
En anden hovedfigur i utilitarismen er englænderen John Stuart Mill. Mill så problemer i et rent hedonistisk syn, da han mente, at der måtte være en vis form for graduering i værdien af nydelser. Selv om han på mange punkter var hedonist, lagde han alligevel grunden for en anden retning: præferentialismen. Den mener, at målestokken for velfærd må være, at mennesket får opfyldt sine personlige mål. I modsætning til hedonismens "rå nydelsesparameter" kigger præferentialismen på realiseringen af drømme og mål.
Det er imidlertid heller ikke uproblematisk, da mål skifter livet igennem, og en situation er tænkelig, hvor man kan nå mål, man ellers havde opgivet. Det giver hedonisterne et stærkt kort på hånden, da oplevet velfærd synes at være et konkret bud.

## Perfektionistisk utilitarisme
Den perfektionistiske utilitarisme forsøger at sætte et helt tredje mål for velfærd. Perfektionismen antager som ordet antyder, at fastlagte værdier som kærlighed, materiel velstand, tryghed osv. kan bruges til at måle vores velfærd.
Igen kritik kan svække det ved at påpege at sådanne parametre er afhængige af både kultur og andre faktorer. Derfor vil det i praksis være ligeså svært at efterleve perfektionisme som hedonisme. 
En konstruktiv kritik af utilitarismen som samfundsindretning blev givet af John Rawls i hans hovedværk A Theory of Justice (1971). Tesen er, at utilitarismen accepterer størst mulig udnyttelse af de knappe ressourcer. Det betragtes som grov udnyttelse af de svage. Denne betragtning tager kun udgangspunkt i den monetære "knappe ressource". Utilitarismen kan  sammenfattes: 'størst mulig nytte til det størst mulige antal mennesker' (Mill). På den måde er det de færrest mulige mennesker, der er svage, da de hverken har størst mulig nytte af monetære eller andre ressourcer.